# داریوش، پادشاه پنتوس
داریوش پنتوس (به انگلیسی: Darius of Pontus؛ پادشاهی ۳۷–۳۷ / ۳۶ پیش از میلاد) پادشاهی با پیشینه ایرانی و یونانی مقدونی بود. او نخستین فرزند پادشاه فارناک دوم پنتوس و همسر سرمتی اش بود. او دو خواهر و برادر کوچکتر داشت: خواهری به نام دینامیس و یک برادر به نام ارشک. پدربزرگ و مادربزرگ‌های پدری وی مهرداد ششم پنتوس و لائودیس بودند.
اطلاعات کمی در مورد داریوش وجود دارد. ما فقط از طریق آپیان که نام اورا ذکر کرده اطلاعاتی داریم که وی توسط مارک آنتونی به پادشاه پونتوس منصوب شد.
طبق گفته‌های آپیان، مارک آنتونی پادشاهان تحت‌الحمایه را در مناطق شرقی امپراتوری روم که به شرط فرمانبرداری، تحت کنترل وی بودند، به رسمیت شناخت. در آناتولی، داریوش، پسر فرناک دوم و نوه مهرداد ششم، در پنتوس، پلمون که بخشی از کیلیکیه و آمینتاس در پیسیدیا به عنوان حاکم منصوب شدند. در سال ۳۷ قبل از میلاد، قبل از جنگ آنتونی با اشکانیان، هنگامی که او در حال آماده‌سازی برای جنگ پیش از زمستان در آتن و سپس در زمستان ۳۷/۳۶ پیش از میلاد بود. سلطنت داریوش کوتاه مدت بود. استرابو نوشت که پلمون و Lycomedes of Comana به ارشک یکی از فرزندان فرناک دوم در Sagylium حمله کردند، زیرا او "در حال بازی خاندان بود و بدون مجوز هیچکدام از بخشداران [روم] به دنبال انقلاب بود … " و در نهایت فرار کرد و به کوه‌ها گریخت در حالی که گرسنه بود و بخاطر مقررات پومپه بدون آب هم بود؛ زیرا سه دهه قبل پومپه مقرراتی وضع کرده بود که چاه‌ها به وسیله سنگ پر شده و مانع از جلوگیری از پنهان شدن سارقین در کوه‌ها شوند. ارشک در نهایت اسیر و کشته شد. کاسیوس دیو پلمون را به عنوان «پادشاه آن بخش از پونتوس که در مرز کاپادوکیا بود قرار دارد». احتمالاً، پلمون به عنوان پاداش برای سرکوب تلاش ارشک برای به دست گرفتن تاج و تخت پادشاه به عنوان پادشاه پونتوس منصوب شد. پنتوس، که به یک استان رومی تبدیل شده بود، باید به چندین پادشاه تحت‌الحمایه اختصاص داشت که مناطق مختلف آن را اداره می‌کردند. ما نمی‌دانیم که چگونه داریوش درگذشت و ارشک که در تلاش بود تا جانشین بشود آیا یک غاصب بود یا خیر. سلطنت داریوش باید کمتر از یک سال به طول انجامیده باشد زیرا کاسیوس دیو هنگامی که درگیر جنگ مارک آنتونی علیه اشکانیان در ۳۶ سال پیش از میلاد بود، از پلیمون به عنوان پادشاه پونتوس یاد می‌کرد.